# Transitiviteit (taalkunde)
In de taalkunde houdt transitiviteit in of een werkwoord al dan niet een lijdend voorwerp of een meewerkend voorwerp met zich mee brengt.

## Toelichting
Een overgankelijk werkwoord of transitief werkwoord is een werkwoord dat een lijdend voorwerp en soms een meewerkend voorwerp bij zich kan hebben.
- De bakker bakt het brood.
- De man schrijft een stukje.
- Jan bekijkt het schilderij.
- Jan bekijkt. Deze zin is ongrammaticaal.

- Jan stuurt zijn moeder een brief.

Of:
- Jan stuurt een brief aan zijn moeder.

De betekenis van het werkwoord gaat over op die van het lijdend voorwerp. Als dat niet het geval is, dan is er sprake van een onovergankelijk werkwoord of intransitief werkwoord.
- De trein rijdt.
De trein rijdt een wagon. Deze zin is ongrammaticaal.

Als er naast een lijdend voorwerp ook een meewerkend voorwerp mogelijk is, dan is er sprake van een ditransitief werkwoord.
- Jan stuurt zijn moeder een brief.

Sommige werkwoorden zijn zowel overgankelijk als onovergankelijk (ambitransitief). De betekenis is dan vaak anders.
- De koning spreekt.
- De koning spreekt Chinees.

## Lijdende vorm (passivum)
In het overgankelijke geval kan de zin in de lijdende vorm gezet worden met behulp van het werkwoord worden.
- De bakker bakt het brood.
  - Het brood wordt gebakken (door de bakker).
  - Er wordt (door de bakker) brood gebakken.
- De man schrijft een stukje.
  - Een stukje wordt geschreven (door de man).
  - Er wordt (door de man) een stukje geschreven.

Wat het lijdend voorwerp was in de oorspronkelijke zin (brood, stukje), is nu in het onderwerp overgegaan. Het onderwerp uit de oorspronkelijke zin wordt nu voorafgegaan door het voorzetsel 'door'. In het Nederlands is het ook mogelijk 'er' als onbepaald onderwerp in de lijdende vorm te gebruiken en daarmee verandert het nieuwe onderwerp, in het voorbeeld respectievelijk 'het brood' en 'een stukje', in een lijdend voorwerp.

## Dubbele overgankelijkheid
In het Nederlands wordt in het geval waarin het meewerkend voorwerp onderwerp wordt, een ander hulpwerkwoord gebruikt, namelijk krijgen.
Ik schenk de man een huis.
Het huis wordt door mij aan de man geschonken.
De man krijgt van/door mij een huis geschonken.

## Oorsprong van de term
De Griekse grammaticus Apollonius Dyscolus uit de 2de eeuw n.Chr. onderscheidde drie klassen van werkwoorden, in moderne termen: de actieve (transitieve), de passieve en de intransitieve. De actieve werkwoorden karakteriseerde hij doordat ze een actie aanduiden "die overgaat (διαβιβάζεται, diabibázetai) op iets of iemand anders". Transitief is de vernederlandsing van het Latijnse adjectief transitivum dat op zijn beurt is afgeleid van transire, overgaan.